# Augustus Hervey
Augustus Henry Charles Hervey (2 agosto 1837 – 28 maggio 1875) è stato un politico britannico.

## Biografia
Era il figlio di Frederick Hervey, II marchese di Bristol, e di sua moglie, Lady Katherine Manners, figlia di John Manners, V duca di Rutland.

## Carriera politica
Hervey è stato un membro del Parlamento per Suffolk West nel 1864, succedendo al fratello maggiore Frederick, seggio che mantenne fino alla sua morte nel 1875.

## Matrimonio
Sposò, il 30 luglio 1861, Mariana Hodnett (?-30 gennaio 1920), figlia di William Hodnett. Ebbero sette figli:
- Charles Henry Augustus Hervey (30 giugno 1862-11 novembre 1893);
- Frederick Hervey, IV marchese di Bristol (8 novembre 1863-24 ottobre 1951);
- Lord Walter John Hervey (29 gennaio 1865-13 luglio 1948), sposò Hilda Gough-Calthorpe, non ebbero figli;
- Lord Manners William Hervey (10 giugno 1866-10 dicembre 1944);
- Lady Geraldine Mariana Hervey (?-3 giugno 1955), sposò Henry Hoare, ebbero tre figli;
- Herbert Hervey, V marchese di Bristol (10 ottobre 1870-5 aprile 1960);
- Lady Maria Louisa Helen Hervey (?-11 luglio 1920), sposò Sir Charles Welby[2], ebbero due figli.

## Morte
Morì il 28 maggio 1875.

## Ascendenza
|                                          |                                     |                                       | Genitori                                        |  |  | Nonni |  |  | Bisnonni                              |  |  | Trisnonni                     |  |
|                                          |                                     |                                       |                                                 |  |  |       |  |  | Frederick Hervey, IV conte di Bristol |  |  | John Hervey, II barone Hervey |  |
|                                          |                                     |                                       |                                                 |  |  |       |  |  | Frederick Hervey, IV conte di Bristol |  |  | John Hervey, II barone Hervey |  |
|                                          |                                     | Mary Lepell                           |                                                 |  |  |       |  |  | Frederick Hervey, IV conte di Bristol |  |  |                               |  |
| Frederick Hervey, I marchese di Bristol  |                                     |                                       |                                                 |  |  |       |  |  | Frederick Hervey, IV conte di Bristol |  |  |                               |  |
|                                          |                                     | Elizabeth Davers                      | Jermyn Davers, IV baronetto                     |  |  |       |  |  |                                       |  |  |                               |  |
|                                          |                                     | Elizabeth Davers                      | Jermyn Davers, IV baronetto                     |  |  |       |  |  |                                       |  |  |                               |  |
|                                          |                                     | Elizabeth Davers                      | Margaretta Green                                |  |  |       |  |  |                                       |  |  |                               |  |
| Frederick Hervey, II marchese di Bristol |                                     | Elizabeth Davers                      |                                                 |  |  |       |  |  |                                       |  |  |                               |  |
|                                          |                                     | Clotworthy Upton, I barone Templetown | John Upton                                      |  |  |       |  |  |                                       |  |  |                               |  |
|                                          |                                     | Clotworthy Upton, I barone Templetown | John Upton                                      |  |  |       |  |  |                                       |  |  |                               |  |
|                                          |                                     | Clotworthy Upton, I barone Templetown | Mary Upton                                      |  |  |       |  |  |                                       |  |  |                               |  |
| Elizabeth Albana Upton                   |                                     | Clotworthy Upton, I barone Templetown |                                                 |  |  |       |  |  |                                       |  |  |                               |  |
|                                          |                                     | Elizabeth Boughton                    | Shuckburgh Boughton                             |  |  |       |  |  |                                       |  |  |                               |  |
|                                          |                                     | Elizabeth Boughton                    | Shuckburgh Boughton                             |  |  |       |  |  |                                       |  |  |                               |  |
|                                          |                                     | Elizabeth Boughton                    | Mary Greville                                   |  |  |       |  |  |                                       |  |  |                               |  |
| Augustus Hervey                          |                                     | Elizabeth Boughton                    |                                                 |  |  |       |  |  |                                       |  |  |                               |  |
|                                          | Charles Manners, IV duca di Rutland | John Manners, marchese di Granby      |                                                 |  |  |       |  |  |                                       |  |  |                               |  |
|                                          | Charles Manners, IV duca di Rutland | John Manners, marchese di Granby      |                                                 |  |  |       |  |  |                                       |  |  |                               |  |
|                                          | Charles Manners, IV duca di Rutland | Frances Seymour                       |                                                 |  |  |       |  |  |                                       |  |  |                               |  |
| John Manners, V duca di Rutland          | Charles Manners, IV duca di Rutland |                                       |                                                 |  |  |       |  |  |                                       |  |  |                               |  |
|                                          |                                     | Mary Somerset                         | Charles Somerset, IV duca di Beaufort           |  |  |       |  |  |                                       |  |  |                               |  |
|                                          |                                     | Mary Somerset                         | Charles Somerset, IV duca di Beaufort           |  |  |       |  |  |                                       |  |  |                               |  |
|                                          |                                     | Mary Somerset                         | Elizabeth Berkeley                              |  |  |       |  |  |                                       |  |  |                               |  |
| Katherine Manners                        |                                     | Mary Somerset                         |                                                 |  |  |       |  |  |                                       |  |  |                               |  |
|                                          |                                     | Frederick Howard, V conte di Carlisle | Henry Howard, IV conte di Carlisle              |  |  |       |  |  |                                       |  |  |                               |  |
|                                          |                                     | Frederick Howard, V conte di Carlisle | Henry Howard, IV conte di Carlisle              |  |  |       |  |  |                                       |  |  |                               |  |
|                                          |                                     | Frederick Howard, V conte di Carlisle | Isabella Byron                                  |  |  |       |  |  |                                       |  |  |                               |  |
| Elizabeth Howard                         |                                     | Frederick Howard, V conte di Carlisle |                                                 |  |  |       |  |  |                                       |  |  |                               |  |
|                                          |                                     | Margaret Leveson-Gower                | Granville Leveson-Gower, I marchese di Stafford |  |  |       |  |  |                                       |  |  |                               |  |
|                                          |                                     | Margaret Leveson-Gower                | Granville Leveson-Gower, I marchese di Stafford |  |  |       |  |  |                                       |  |  |                               |  |
|                                          |                                     | Margaret Leveson-Gower                | Louisa Egerton                                  |  |  |       |  |  |                                       |  |  |                               |  |
|                                          |                                     | Margaret Leveson-Gower                |                                                 |  |  |       |  |  |                                       |  |  |                               |  |